# Postać Newtona wielomianu
Postać Newtona – jedna z metod przedstawiania wielomianu. Dla wielomianu stopnia {\displaystyle n} wybiera się {\displaystyle n+1} punktów {\displaystyle x_{0},x_{1},\dots ,x_{n}} i buduje wielomian postaci:
{\displaystyle w(x)=a_{0}+\sum _{i=1}^{n}a_{i}\prod _{j=0}^{i-1}(x-x_{j})} {\displaystyle =a_{0}+a_{1}(x-x_{0})+a_{2}(x-x_{1})(x-x_{0})+\ldots +a_{n}(x-x_{n-1})\cdots (x-x_{1})(x-x_{0})}
Wielomiany Newtona mogą być używane do interpolowania dowolnych funkcji.
Procedura interpolacji jest następująca:
| {\displaystyle x_{i}}   | {\displaystyle f(x_{i})} |
| ----------------------- | ------------------------ |
| {\displaystyle x_{0}}   | {\displaystyle f(x_{0})} |
| {\displaystyle x_{1}}   | {\displaystyle f(x_{1})} |
| {\displaystyle x_{2}}   | {\displaystyle f(x_{2})} |
| {\displaystyle \vdots } | {\displaystyle \vdots }  |
| {\displaystyle x_{n}}   | {\displaystyle f(x_{n})} |

Uzupełniamy tabelkę dopisując kolejne kolumny różnicami dzielonymi:
| {\displaystyle x_{i}}   | {\displaystyle f(x_{i})} | {\displaystyle f[x_{i-1},x_{i}]} |
| ----------------------- | ------------------------ | -------------------------------- |
| {\displaystyle x_{0}}   | {\displaystyle f(x_{0})} |                                  |
| {\displaystyle x_{1}}   | {\displaystyle f(x_{1})} | {\displaystyle f[x_{0},x_{1}]}   |
| {\displaystyle x_{2}}   | {\displaystyle f(x_{2})} | {\displaystyle f[x_{1},x_{2}]}   |
| {\displaystyle \vdots } | {\displaystyle \vdots }  | {\displaystyle \vdots }          |
| {\displaystyle x_{n}}   | {\displaystyle f(x_{n})} | {\displaystyle f[x_{n-1},x_{n}]} |

Aż skończy się możliwość dalszego dopisywania:
| {\displaystyle x_{i}}   | {\displaystyle f(x_{i})} | {\displaystyle f[x_{i-1},x_{i}]} | {\displaystyle f[x_{i-2},x_{i-1},x_{i}]} | {\displaystyle \ldots } | {\displaystyle f[x_{0},\dots ,x_{i}]} |
| ----------------------- | ------------------------ | -------------------------------- | ---------------------------------------- | ----------------------- | ------------------------------------- |
| {\displaystyle x_{0}}   | {\displaystyle f(x_{0})} |                                  |                                          |                         |                                       |
| {\displaystyle x_{1}}   | {\displaystyle f(x_{1})} | {\displaystyle f[x_{0},x_{1}]}   |                                          |                         |                                       |
| {\displaystyle x_{2}}   | {\displaystyle f(x_{2})} | {\displaystyle f[x_{1},x_{2}]}   | {\displaystyle f[x_{0},x_{1},x_{2}]}     |                         |                                       |
| {\displaystyle \vdots } | {\displaystyle \vdots }  | {\displaystyle \vdots }          | {\displaystyle \vdots }                  | {\displaystyle \ddots } |                                       |
| {\displaystyle x_{n}}   | {\displaystyle f(x_{n})} | {\displaystyle f[x_{n-1},x_{n}]} | {\displaystyle f[x_{n-2},x_{n-1},x_{n}]} | {\displaystyle \ldots } | {\displaystyle f[x_{0},\dots ,x_{n}]} |

I używamy kolejnych liczb po przekątnej jako współczynników {\displaystyle a_{i}.}
Warto zauważyć, że przy implementacji znajdowania kolejnych wyrazów różnicowych nie musimy korzystać z macierzy (tablicy wielowymiarowej) – wystarczy nam jedynie zwykła tablica, pod warunkiem, że wyrazy będziemy obliczać „od dołu”.